# Liga Sérvia de Basquetebol de 2021-22
A Temporada da Liga Sérvia de Basquetebol de 2021–22 (em sérvio:  2021–22 Košarkaška liga Srbije) foi a 16ª edição da competição de elite do basquetebol masculino da Sérvia. O Estrela Vermelha é o atual campeão somando 22 títulos desde a época da YUBA (liga iugoslava) e seis no atual formato.

## Participantes
| Clube             | Localização       | Arena                     | Capacidade |
| ----------------- | ----------------- | ------------------------- | ---------- |
| Kolubara          | Lazarevac         | Nova hala sportova        | 500        |
| Borac             | Čačak             | Borac Hall                | 2.000      |
| Crvena zvezda     | Belgrado          | Aleksandar Nikolić Hall   | 5.878      |
| Dunav             | Stari Banovci     | Park Hall                 |            |
| Dynamic VIP PAY   | Belgrado          | Dynamic Arena             | 500        |
| FMP               | Železnik          | Železnik Hall             | 3.000      |
| Mega Bemax        | Sremska Mitrovica | Pinki Hall                | 2.500      |
| Metalac           | Valjevo           | Valjevo Sports Hall       | 1.500      |
| Mladost           | Zemun             | Vizura Sports Center      | 1.500      |
| Novi Pazar        | Novi Pazar        | Pavilhão Esportivo Pendik | 1.600      |
| OKK Beograd       | Belgrado          | SC Šumice                 | 1.300      |
| Partizan NIS      | Belgrado          | Aleksandar Nikolić Hall   | 5.878      |
| Sloboda Užice     | Užice             | Parque Veliki             | 2.200      |
| Slodes Soccerbet  | Belgrado          | Hala Slodes               | 2.000      |
| Tamiš             | Pančevo           | Strelište Sports Hall     | 1.100      |
| Vojvodina         | Novi Sad          | SPC Vojvodina             | 7.022      |
| Vršac             | Vršac             | Millennium Center         | 4.400      |
| Zlatibor          | Čajetina          | WAI TAI - STC Zlatibor    | 712        |
| Zdravlje Leskovac | Leskovac          | SRC Dubočica              | 3.600      |
| Sloga             | Kraljevo          | Pavilhão Ribika           |            |

|  | Equipes disputando a Primeira divisão da Liga Adriática |
|  | Equipes disputando a Segunda divisão da Liga Adriática  |

## Formato
A liga é disputada em duas fases distintas, sendo temporada regular com participação de dezesseis equipes, uma segunda fase onde os três melhores da temporada regular juntam-se aos cinco participantes da Liga Adriática (Estrela Vermelha, FMP, Partizan, Mega Basket e Borac Čačak) os playoffs.

## Temporada Regular

### Tabela de Classificação
| Pos. | Clube             | J  | V  | D  | P  | PF / PC   | SP   | Classificação   |
| ---- | ----------------- | -- | -- | -- | -- | --------- | ---- | --------------- |
| 1    | Zlatibor          | 30 | 22 | 8  | 52 | 2762/2414 | 348  | Playoffs e ABA2 |
| 2    | Sloga             | 30 | 20 | 10 | 50 | 2559/2465 | 94   | Playoffs e ABA2 |
| 3    | Vojvodina         | 30 | 19 | 11 | 49 | 2475/2284 | 191  | Playoffs        |
| 4    | Mladost           | 30 | 19 | 11 | 49 | 2781/2648 | 133  |                 |
| 5    | Dynamic           | 30 | 18 | 12 | 48 | 2584/2414 | 170  |                 |
| 6    | Sloboda           | 30 | 16 | 14 | 46 | 2638/2507 | 131  |                 |
| 7    | Tamiš             | 30 | 15 | 15 | 45 | 2480/2474 | 6    |                 |
| 8    | Metalac           | 30 | 15 | 15 | 45 | 2415/2528 | -113 |                 |
| 9    | Novi Pazar        | 30 | 15 | 15 | 45 | 2467/2599 | -132 |                 |
| 10   | Zdravlje Leskovac | 30 | 14 | 16 | 44 | 2368/2450 | -82  |                 |
| 11   | Vršac             | 30 | 14 | 16 | 44 | 2453/2438 | 15   |                 |
| 12   | Dunav             | 30 | 14 | 16 | 44 | 2430/2485 | -55  |                 |
| 13   | Beograd           | 30 | 14 | 16 | 44 | 2642/2694 | -52  |                 |
| 14   | Kolubara          | 30 | 12 | 18 | 42 | 2442/2549 | -107 |                 |
| 15   | Radnički          | 30 | 11 | 19 | 41 | 2424/2464 | -40  | Rebaixados      |
| 16   | Slodes Soccerbet  | 30 | 2  | 28 | 32 | 2297/2804 | -507 | Rebaixados      |

### Partidas
| Casa\Visitante    | BEO     | DUN    | DYN    | KOL    | MET    | MLA     | NOV    | RAD    | SLO    | SLG    | SLD    | TAM    | VOJ     | VRS    | ZLA    | ZDR    |
| ----------------- | ------- | ------ | ------ | ------ | ------ | ------- | ------ | ------ | ------ | ------ | ------ | ------ | ------- | ------ | ------ | ------ |
| Beograd           |         | 96-103 | 90-76  | 94-81  | 74-90  | 100-112 | 93-99  | 95-91  | 91-90  | 87-95  | 80-76  | 90-89  | 111-105 | 90-72  | 86-106 | 80-88  |
| Dunav             | 85-92   |        | 76-59  | 93-72  | 84-74  | 77-88   | 72-73  | 69-68  | 99-108 | 73-84  | 93-101 | 81-79  | 75-90   | 76-69  | 66-92  | 83-72  |
| Dynamic           | 97-88   | 84-78  |        | 80-59  | 97-75  | 95-74   | 104-78 | 82-62  | 99-88  | 80-82  | 89-78  | 92-85  | 88-92   | 82-57  | 97-68  | 77-68  |
| Kolubara          | 86-97   | 86-83  | 81-76  |        | 74-56  | 103-96  | 75-81  | 77-66  | 71-73  | 85-79  | 79-78  | 76-80  | 66-65   | 103-77 | 100-96 | 87-90  |
| Metalac           | 91-88   | 74-64  | 90-85  | 106-85 |        | 85-98   | 93-73  | 81-75  | 93-88  | 74-79  | 93-71  | 76-73  | 65-82   | 85-74  | 75-103 | 76-73  |
| Mladost           | 87-90   | 81-93  | 84-89  | 79-78  | 109-64 |         | 130-94 | 102-94 | 91-87  | 82-74  | 120-81 | 87-101 | 93-90   | 88-84  | 95-100 | 83-63  |
| Novi Pazar        | 86-77   | 60-76  | 78-84  | 89-83  | 92-88  | 84-92   |        | 80-76  | 95-96  | 89-93  | 92-68  | 82-79  | 68-85   | 91-87  | 75-81  | 98-73  |
| Radnički          | 85-101  | 85-87  | 95-84  | 77-64  | 78-72  | 89-93   | 82-90  |        | 86-84  | 74-78  | 86-66  | 73-77  | 77-91   | 84-68  | 88-95  | 74-79  |
| Sloboda           | 94-77   | 91-77  | 85-95  | 97-77  | 90-70  | 106-110 | 97-72  | 82-73  |        | 79-84  | 93-76  | 89-64  | 90-88   | 90-85  | 77-85  | 104-75 |
| Sloga             | 92-78   | 85-88  | 93-84  | 104-98 | 100-84 | 94-86   | 97-75  | 81-87  | 84-72  |        | 105-82 | 75-76  | 89-81   | 77-74  | 66-70  | 76-79  |
| Slodes            | 74-111  | 79-81  | 71-108 | 87-94  | 74-83  | 77-102  | 71-75  | 78-98  | 81-100 | 88-102 |        | 81-69  | 70-100  | 69-89  | 76-87  | 62-77  |
| Tamiš             | 84-64   | 87-76  | 80-76  | 73-87  | 91-83  | 89-104  | 99-89  | 76-80  | 90-79  | 95-69  | 109-78 |        | 75-77   | 77-88  | 81-90  | 83-74  |
| Vojvodina         | 80-61   | 84-68  | 75-72  | 83-72  | 72-78  | 88-72   | 85-59  | 77-80  | 88-73  | 83-87  | 88-63  | 90-93  |         | 75-62  | 89-83  | 78-74  |
| Vršac             | 109-108 | 99-75  | 95-78  | 86-76  | 87-73  | 101-70  | 81-86  | 93-88  | 82-74  | 75-82  | 105-79 | 92-97  | 76-69   |        | 90-84  | 73-57  |
| Zlatibor          | 86-96   | 87-94  | 116-97 | 108-76 | 116-80 | 89-75   | 98-79  | 91-79  | 71-87  | 91-68  | 114-84 | 82-48  | 87-65   | 84-60  |        | 108-88 |
| Zdravlje Leskovac | 85-75   | 86-83  | 73-78  | 100-91 | 79-88  | 89-98   | 84-85  | 71-74  | 78-75  | 94-85  | 82-78  | 94-81  | 57-60   | 71-63  | 95-94  |        |

## Playoffs

### Quartas de final
| Time 1       | Série | Time 2          | 1º Jogo  | 2º Jogo  | 3º Jogo |
| ------------ | ----- | --------------- | -------- | -------- | ------- |
| Mega Mozzart | 2 - 0 | Sloboda         | 79 - 78  | 98 - 73  | -       |
| Sloga        | 0 - 2 | Vojvodina       | 67 - 95  | 80 - 104 | -       |
| Borac Čačak  | 2 - 0 | Dynamic VIP PAY | 76 - 68  | 93 - 78  | -       |
| Zlatibor     | 0 - 2 | Mladost         | 90 - 103 | 71 - 106 | -       |

### Semifinal
| Time 1       | Série | Time 2    | 1º Jogo  | 2º Jogo | 3º Jogo |
| ------------ | ----- | --------- | -------- | ------- | ------- |
| Mega Mozzart | 2 - 0 | Vojvodina | 87 - 60  | 83 - 79 | -       |
| Borac Čačak  | 2 - 1 | Mladost   | 102 - 86 | 82 - 85 | 97 - 74 |

### Final
| Time 1       | Série | Time 2      | 1º Jogo | 2º Jogo | 3º Jogo |
| ------------ | ----- | ----------- | ------- | ------- | ------- |
| Mega Mozzart | 2 - 0 | Borac Čačak | 85 - 71 | 82 - 75 | -       |

### Final Four

#### Semifinal
| Time 1            | Série | Time 2       | 1º Jogo  | 2º Jogo | 3º Jogo |
| ----------------- | ----- | ------------ | -------- | ------- | ------- |
| Crvena Zvezda mts | 2 - 1 | Mega Mozzart | 114 - 78 | 70 - 77 | 88 - 66 |
| Partizan NIS      | 0 - 1 | FMP Meridian | 0 - 20   | -       | -       |

Após o término das finais da ABA Liga de 2021-22, onde ocorreram sérios episódios protagonizados por adeptos de Partizan e Crvena Zvezda, culminando com disponibilidade parcial de público e no temor pela integridade física dos atletas, a diretoria da equipe do KK Partizan optou por não participar das semifinais da KLS. A medida é um protesto contra "hooligans" segundo o próprio site do clube. Em tempo, a decisão do clube não foi bem recebida pela Federação Sérvia que classificou como "uma desagradável surpresa" e decepcionada com o desfecho.

### Final
| Time 1            | Série | Time 2       | 1º Jogo  | 2º Jogo | 3º Jogo |
| ----------------- | ----- | ------------ | -------- | ------- | ------- |
| Crvena Zvezda mts | 2 - 0 | FMP Meridian | 110 - 71 | 71 - 59 | -       |

## Campeões
| KLS 2021-22 Campeões         |
| ---------------------------- |
| Crvena Zvezda mts 22º Título |

## Clubes sérvios em competições internacionais
| Clube         | Competição              | Resultado |
| ------------- | ----------------------- | --------- |
| Crvena zvezda | EuroLiga                |           |
| Partizan NIS  | EuroCopa                |           |
| FMP           | Liga Adriática          |           |
| Crvena zvezda | Liga Adriática          |           |
| Partizan NIS  | Liga Adriática          |           |
| Mega Bemax    | Liga Adriática          |           |
| Borac Čačak   | Liga Adriática          |           |
| Vojvodina     | Liga Adriática (2ª div) |           |
| Zlatibor      | Liga Adriática (2ª div) |           |
| Mladost       | Liga Adriática (2ª div) |           |

## Artigos relacionados
- Liga Iugoslava de Basquetebol
- Liga Adriática
- Seleção Sérvia de Basquetebol